# Pasaje de Dominica
El pasaje de Dominica es un estrecho entre Dominica y las Islas de los Santos y Marigalante de Guadalupe que conecta el océano Atlántico Norte con el mar Caribe.